# Luis Antonio Eguiguren Escudero

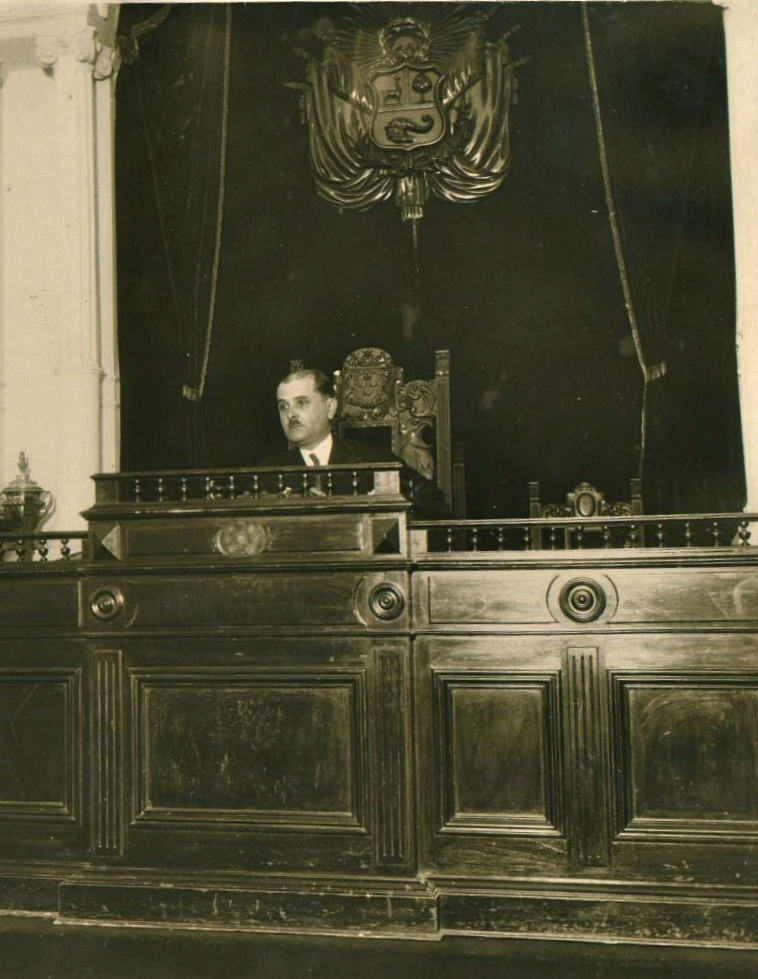
Dr. Luis Antonio Eguiguren Escudero como presidente de las juntas preparatorias del congreso constituyente en 1931

Luis Antonio Eguiguren Escudero (Piura, 21 de julio de 1887-Lima, 15 de agosto de 1967) fue un abogado, magistrado, historiador, periodista, escritor y político peruano. Fue director del Archivo General de la Nación (1914), Regidor de Lima (1914-1920), Alcalde de Lima (1930), Presidente del Congreso Constituyente (1931-1932), fundador y líder del Partido Socialdemócrata. Obtuvo la victoria en las elecciones presidenciales de 1936, pero tal elección fue desconocida por el Congreso de la República y el entonces Presidente Óscar R. Benavides, aduciendo que había ganado con votos apristas. Presidió la Corte Suprema y el Poder Judicial en 1953 y 1954. Luis A. Eguiguren es el único peruano que ha presidido democráticamente los tres poderes del estado, el congreso constituyente, la corte suprema y la Presidencia de la República, aunque de manera frustrada.
La Ley N.º 24899 promulgada el 19 de octubre de 1988, establece cada 21 de julio como Día del Humanista Peruano, en homenaje al magistrado, historiador, periodista y político peruano, Luis Antonio Eguiguren, en el centenario de su nacimiento.

## Familia
Luis Antonio Eguiguren Escudero nació en la histórica Calle San Francisco (actualmente Calle Lima), de la ciudad de Piura.
Fue hijo de Francisco José Eguiguren Escudero, hacendado, probo magistrado, senador, Ministro de Justicia e Instrucción (1903-1904) en el primer gabinete de Manuel Candamo y Presidente de la Corte Suprema (1913-1914); y de Josefina Escudero Menacho (1865-1959). Doña Josefina era nieta de don Juan Gualberto Menacho, vecino notable de Lima, quien firmó el Acta de la Independencia del Perú el 15 de julio de 1821.
Luis Antonio Eguiguren contrajo matrimonio el 27 de diciembre de 1919 con Rosa Barragán Rodríguez. Nacida en Ferreñafe en 1892 y fallecida en Lima en 1959. Fue considerada una de las personas más ricas del Perú durante la década de 1920. Hija del reconocido hacendado Genaro Barragán Urrutia. El matrimonio fue celebrado por el entonces Arzobispo de Lima, Mons. Emilio Lissón en la capilla del Palais Concert o Casa Barragán. Entre los testigos de la boda estuvo Augusto Pérez Araníbar y Pedro Oliveira quien en 1897, fue uno de los fundadores del Banco Internacional del Perú.
Luis Antonio Eguiguren tuvo dos hijos en su matrimonio con Rosa Barragán: Luis José Alejandro Eguiguren Barragán (Chorrillos 21 de septiembre de 1920 - Miraflores 31 de marzo de 1991) y María Jesús Ángela (Chorrillos 27 de enero de 1922- Lima 26 de mayo de 2010). Luis José destacó como Ingeniero Civil, Calculista de Estructuras, Profesor de Diseño en Acero y Madera de la Universidad Nacional de Ingeniería (UNI). Además realizó los cálculos estructurales de muchas edificaciones de Lima. Entre ellas el Hospital Militar Central. Luis José se casó en Lima en 1953 con María Berenice Callirgos Dauwe, con quien tuvo cuatro hijos.

## Estudios
Hizo sus primeros estudios en el Colegio del Instituto Piurano, regido por el gran maestro don Emilio Espinoza.
En 1899, se trasladó desde Piura a Lima siendo alumno del Colegio de la Inmaculada de los padres jesuitas  donde cursó Preparatoria, Primero, Segundo y Quinto de Media. Los años 1901-1902 y 1903 estudió en el Colegio San Miguel de Piura dirigido por el ilustre profesor y Director Ezequiel F. Burga Larrea, después Vocal de la Corte Suprema. Ahí también fue alumno de don Miguel Maticorena, fundador de la Escuela de Ingenieros, distinguido matemático y geómetra. En una carta dirigida a Víctor Maticorena, hijo de don Miguel, el 8 de febrero de 1915, así se expresaba de su profesor sanmiguelino, con quien mantuvo correspondencia epistolar: "mi querido maestro Dr. Manuel que siempre me dispensó un cariño que comprometió mi gratitud".
Ingresó en la Universidad Nacional Mayor de San Marcos donde optó los grados académicos de Doctor en Letras (1913), en Jurisprudencia con la tesis "El ayllu peruano y su condición legal" (1914); y en Ciencias Políticas y Administrativas (1914). Su tesis de Bachiller en Ciencias Políticas y Administrativas se tituló: "Intervención de los estudiantes en la vida Política"; y su tesis doctoral: "Necesidad de una tradición diplomática en el Perú". Fundó el "Centro Artístico Universitario" en la Facultad de Letras que sirvió de iniciación al "Centro Universitario" y en el cual dieron las primeras conferencias: Felipe Sassone, Federico Larrañaga, López Aliaga, el Padre Vélez, etc. Allí poetizaron José Gálvez, etc.
En una entrevista publicada en la Gaceta Sanmarquina afirmaba que entre sus profesores más recordados de la Facultad de Letras estaban: Alejandro Deustua, Carlos Wiesse Portocarrero, Guillermo Seoane, Ramón Ribeyro, Francisco Tudela y Varela. Casi todos ellos pertenecen a una generación conmovida por las consecuencias desfavorables para el Perú que trajo la Guerra del Pacífico y fueron testigos directos de los acontecimientos. Ejercieron una defensa del Perú tanto en el campo de batalla como en foros internacionales a través del ejercicio del Derecho Internacional y la diplomacia.

## Trayectoria

### Actividad en servicio público y en la vida política
Fue designado Director del Archivo Nacional, emprendió una cruzada cultural, pero renunció al cargo porque no recibía el apoyo suficiente para llevar adelante la mencionada institución que estaba a su cargo.
En el campo de la política desplegó una tarea intensa. Ejerció la alcaldía de Lima por un corto período que comprendió los años 1930 y 1931. Fue elegido representante por Lima para la Asamblea Constituyente de 1931. Obtuvo la máxima votación (43,492 votos de 100,186 electores) entre todos los representantes, por esto le correspondió presidir las juntas preparatorias. Luego fue elegido Presidente de esta Asamblea. También fue presidente de la Corte Suprema de la República.
En aquella época se vivían momentos de intolerancia política. Esto explica, aunque no justifica, la anulación de unas elecciones generales de 1936 donde Luis A. Eguiguren había resultado triunfador con el apoyo implícito de los simpatizantes del entonces proscrito Partido Aprista Peruano. Dos años atrás en 1934, el "Diario Ahora" fundado por Luis Antonio, para muchos uno de los diarios más modernos e importantes de Sudamérica y en ese momento el único diario competidor de El Comercio, el diario y la Editorial "Diario Ahora" fueron clausurados por el estado sustentando la ley de emergencia de aquellos años.

### Historiador
La investigación histórica fue una actividad que desarrolló con dinamismo y convicción.  Quizá esto explica la abundante e interesante producción bibliográfica de la que es autor.
Así, debemos resaltar sus trabajos e investigaciones en pro de la construcción de la historia de su alma mater, San Marcos. Orígenes de la Universidad de San Marcos, es el título de un valioso texto que todo sanmarquino debería de leer para conocer más a la universidad más antigua de América.
Otro de los libros que publicó fue Catálogo histórico del claustro de la Universidad Nacional Mayor de San Marcos 1576-1800, la Universidad de San Marcos: IV Centenario de la fundación de la Universidad Real y Pontificia y de su vigorosa continuidad histórica y Diccionario cronológico de la Real y Pontificia Universidad de San Marcos y sus Colegios".
Es el historiador sanmarquino más fecundo, pues ha prodigado seis mil páginas de documentos y textos sobre esta Universidad. Presidió la Comisión encargada de redactar la historia oficial de San Marcos con motivo de los cuatrocientos años de fundación, en 1951.
Luis A. Eguiguren se interesó además por hechos y personajes de la independencia peruana. Así, puso en circulación estudios sobre La rebelión de León de Huánuco, Lima y Huamanga 1812, La revolución de 1814, El mártir pescador José Silverio Olaya, La sublevación de Túpac Amaru, entre otros.
Realizó una importante contribución con el texto Apuntes sobre la cuestión internacional entre Perú y Ecuador. En él se demostró racionalmente que los territorios norteños del Perú como son Jaén y Maynas pertenecen indudablemente a nuestro país.

## Exilio
En mayo de 1932 partió al exilio junto con su familia a Santiago de Chile tras unos meses viviendo en el Hotel Crillón (Santiago de Chile) vuelve al Perú. 

## La Ley Eguiguren

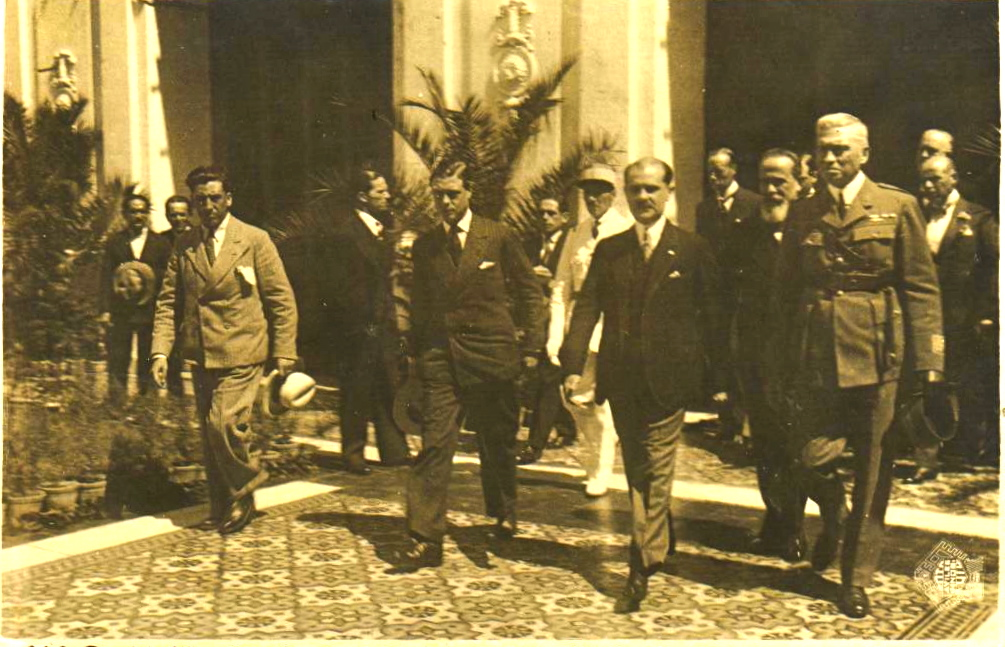
Luis Antonio Eguiguren Escudero recibe al príncipe de Gales, futuro Eduardo VIII del Reino Unido.

El Proyecto de Ley de Fomento de Obras Públicas de Piura (conocida como Ley Eguiguren) lo presentó Luis Antonio Eguiguren a la Asamblea Constituyente de 1931. La Ley fue promulgada el 17 de agosto de 1933. Dotaba fondos propios para Obras Públicas de todo el departamento de Piura.

Hasta 1900, más cerca, hasta 1930; Piura era una aldea. Casas de adobe, de quincha, enyesadas, con techo de paja de dos aguas, en cuyo vértice cabalgaban tinajas por mitad, callejas angostas, retorcidas, deficiente servicio de agua, carencia de desagües, faroles y luna alumbrando la villa y los médanos. Y así hubiera seguido la primogénita ciudad española de América, a no haber sido por Luis Antonio Eguiguren, en realidad el único piurano que con visión de futuro, en la Constituyente de 1931 presentó y obtuvo la Ley 7796, estableciendo la Junta de Obras Públicas, instrumento del progreso que ahora nos enorgullece y alienta. Por esto, por sólo esto, que es el mejor presente hecho por ciudadano alguno en los 400 años de vida de Piura, Luis Antonio Eguiguren merece el agradecimiento de los piuranos de hoy, de sus hijos y de los hijos de sus hijos. Por este hecho también, la historia, con su veredicto justiciero considerará a Eguiguren como el primer peruano que convirtió el lirismo descentralista en realidad, pues la Junta de Obras Públicas de Piura fue el primer organismo que manejó sus rentas con autonomía del poder central y sirvió de ejemplo para los demás organismos que están inyectando y fortaleciendo el espíritu descentralista que tanto necesita el país para transformarse y engrandecerse.
Ha sido un jalón que ha marcado al Departamento de Piura un paso agigantado en su progreso, y gracias a ella tenemos ya agua y desagüe, luz, nuevos hospitales, Centros Escolares, Unidades Vecinales, pavimentación, puentes y muchas otras obras de saneamiento y embellecimiento,como terminación de muchas obras principiadas que hacen verdaderamente admirable el cambio y adelanto de las ciudades y pueblos.»

Nadie discute hoy que la Junta de Obras Públicas de Piura impulsó el desarrollo y el progreso de nuestro departamento. Gracias a ella se ejecutaron obras de vital importancia que promovieron el cambio y el adelanto de nuestros pueblos ¿Quién dice que no?»

Fondos de la Junta de Obras Públicas
- Impuesto adicional del 20 % sobre importación de artículos para industria petrolera en Piura.
- Impuesto sobre el consumo de gasolina en el departamento de Piura.
- El 1 % adicional ad valorem sobre la exportación y sobre todas las importaciones realizadas por las Aduanas de Paita y Talara (Hasta un tope de 150 mil soles de entonces)

## Fallecimiento y sepelio
Don Luis Antonio falleció en la clínica Maison Santé de Lima el 15 de agosto de 1967 producto de una afección cardiaca fue determinante a la edad de 80 años. Al velorio, en su casa de General Borgoño 140 Miraflores (Lima), asistió para ofrecer sus condolencias a la familia el entonces presidente del Perú Fernando Belaúnde Terry. Asimismo en las honras fúnebres estuvieron presentes: el alcalde de Lima Luis Bedoya Reyes; el presidente de la Cámara de Diputados del Congreso del Perú Armando Villanueva del Campo y el presidente de la Corte Suprema del Perú Domingo García Rada.
Fue sepultado, con honores de ministro de Estado, en el Mausoleo de la Familia de Genaro Barragán Urrutia en el Cementerio Presbítero Matías Maestro de Lima, junto a los restos de su esposa Rosa Barragán Rodríguez.
Ante su féretro, cubierto por la bandera nacional y colocado frente a la Cripta de los Héroes, 10 oradores pronunciaron sentidos y elocuentes discursos, relevando la brillante trayectoria de su vida. Entre los oradores estuvieron: Guillermo Lohman Villena por la Academia Peruana de la Historia, de la que Eguiguren fue miembro de número; Javier de Belaúnde Ruiz de Somocurcio, Ministro de Justicia; Domingo García Rada, Presidente de la Corte Suprema; Ricardo Temoche Benites por la Cámara de Diputados del Congreso de la República; Carlos Malpica Rivarola por la Cámara de Senadores del Congreso de la República; el General FAP Guillermo Suero del Centro de Estudios Histórico Militares del Perú; Carlos Daniel Valcárcel por la Universidad Nacional Mayor de San Marcos; Juan Navarro por el Club Departamental Piura en Lima. "Su vida fue una cantera inagotable de donde siempre se podrán extraer notables enseñanzas" dijo el alcalde de Lima Luis Bedoya Reyes. "Él señaló haber sido honrado con ser Alcalde de la ciudad y la ciudad se honró con tener a tan ilustre alcalde", remarcó Bedoya.
Posteriormente, con la anuencia de su hija María Jesús Eguiguren Barragán y de sus nietos, los restos de don Luis Antonio Eguiguren Escudero han sido trasladados a su natal Piura en diciembre del 2005.  Descansan en la tumba que don Luis Antonio mismo mandó edificar en el Cementerio de San Teodoro de Piura. Se le dieron honores de jefe de Estado.
El traslado fue posible por la colaboración del entonces Presidente Regional de Piura don César Trelles Lara y del Director del Instituto Nacional de Cultura (sede Piura) don Luis Chaparro Frías, siendo además promotores del traslado Luis Altuna Sandoval y sus nietos: Manuel Eguiguren Callirgos y Luis Francisco Eguiguren Callirgos.

## Obras
- 1908 Los símbolos de la patria: trabajo histórico presentado en la actuación patriótica de la "Escuela Técnica de Comercio"[26]
- 1909 Recordando a Manuel Candamo[27]
- 1909 El Pensamiento de San Martín[28]
- 1910 El fundador de la Universidad de San Marcos fray Tomás de San Martín[29]
- 1911 Origen de la Universidad de San Marcos[30]
- 1912 Catálogo histórico del claustro de la Universidad de San Marcos[31]
- 1912 Con la juventud de América[32]
- 1912 Actuación de los hijos de Chile en la Universidad de San Marcos (siglos XVI, XVII y XVIII)[33]
- 1912 La Cátedra de Prima de Leyes[34]
- 1912 La Rebelión de León de Huánuco[35]
- 1913 Ensayo sobre el sistema penal incaico[36]
- 1913 Historia del Batallón Numancia[37]
- 1913 Tentativa de segunda rebelión de Huánuco, octubre de 1812- enero de 1813[38]
- 1913 Reflexiones en torno del edicto de Milán[39]
- 1914 El ayllu peruano y su condición legal (Tesis de Doctorado en Jurisprudencia UNMSM)[40][41]
- 1914 La rebelión del Cuzco de 1814[42]
- 1915 La anexión del distrito de Castilla a la ciudad de Piura[43]
- 1915 Intervención de los estudiantes de la Universidades en la vida política[44]
- 1915 La Holgazanería en el Perú[45]
- 1916 Necesidad de una tradición diplomática en el Perú[13]
- 1921 Historia de la Universidad de San Marcos hasta el 15 de julio de 1647 por el Padre Maestro Fray Antonio de la Calancha[46]
- 1931 Origen y legislación sobre los impuestos para desocupados
- 1933 En la Selva política[47][48]
- 1935 La sedición de Huamanga en 1812: Ayacucho y la Independencia[49]
- 1936 La vitalidad de la Democracia en el Perú
- 1939 El Usurpador[50][51]
- 1939 Alma Mater. Orígenes de la Universidad de San Marcos 1551 - 1579[52]
- 1940–50 Diccionario cronológico de la Real Universidad de San Marcos y sus colegios (tres tomos)[53][54]
- 1941–43 Apuntes sobre la cuestión internacional entre el Perú y Ecuador: Maynas[55]
- 1942 El estudiante de medicina Daniel Carrión: proceso judicial sobre su gloriosa muerte[56]
- 1942 Guerra separatista del Perú (1777-1780)[57]
- 1943 Jaén invicto[58]
- 1944 Santa Rosa de Lima[59]
- 1944-1945 La Creación de la Democracia de Post Guerra[60]
- 1944 La restauración del derecho
- 1945 La sublevación de Túpac Amaru[61]
- 1945 El mártir pescador José Silverio Olaya y los pupilos del Real Felipe[62]
- 1945 La inconstitucionalidad de las leyes: Artículo XXII del título preliminar del Código Civil
- 1945 La Democracia y la mutilación de la Constitución
- 1945 Leyendas y curiosidades de la historia nacional[63]
- 1945 Fondo Monetario Internacional y Banco Internacional para la Reconstrucción[64]
- 1945 Documentos de Dumbarton Oaks sobre Organización Internacional[65]
- 1945 Organización Propósitos y Progreso de la UNRRA
- 1946 Sociología Sexual[66]
- 1945–47 Las calles de Lima[67][68]
- 1948 El abuso del Derecho[69]
- 1949 El Archivo Nacional del Perú. Breve inventario de expedientes[70]
- 1949 El paseo triunfal y el vejamen del graduando Archivado el 26 de julio de 2020 en Wayback Machine.[71]
- 1949Semblanza de la Universidad de San Marcos por Diego de León Pinelo. Prólogo y traducción del Latín por Luis Antonio Eguiguren Archivado el 26 de julio de 2020 en Wayback Machine.[72]
- 1950 Toribio Rodríguez de Mendoza Discurso del Dr. Luis Antonio Eguiguren. Letras (Lima), 16(44), 13-34.[73]
- 1950 Toward the country of democracy: Hacia el país de la democracia
- 1950 Universidad de San Marcos: IV centenario de la fundación de la Universidad Real y Pontificia y de su vigorosa continuidad histórica Archivado el 26 de julio de 2020 en Wayback Machine.
- 1950 La Universidad en el s. XVI[74] Narración (Volumen I) Archivado el 26 de julio de 2020 en Wayback Machine.Las Constituciones de la Universidad y otros documentos (Volumen II) Archivado el 26 de julio de 2020 en Wayback Machine.
- 1950 Historia de la medicina peruana. La medicina incaica (Volumen I) Archivado el 26 de julio de 2020 en Wayback Machine. La medicina en el Virreinato (Volumen II) Archivado el 26 de julio de 2020 en Wayback Machine.La medicina en la República (Volumen III) Archivado el 26 de julio de 2020 en Wayback Machine. (Editor)
- 1950 Lugares Teológicos por Rodríguez de Mendoza[75]
- 1951 Fray Tomás de San Martín[76]
- 1951 La Universidad más antigua de América[77]
- 1952 La sublevación de Túpac Amaru[78]
- 1952 Discurso del vocal decano Dr. Luis Antonio Eguiguren, al asumir la Presidencia de la Corte Suprema, en 1952 [79]
- 1953 El proceso de Berindoaga: un capítulo de Historia del Libertador Bolívar en el Perú[80]
- 1953 Historia de la Corte Suprema de la República [81][82]
- 1953 Discurso pronunciado por el Dr. Luis Antonio Eguiguren, con motivo de su elección como presidente de la Corte Suprema, para el Año Judicial de 1953 [79]

- 1953 Memoria del presidente electo de la Corte Suprema, Dr. Luis Antonio Eguiguren, leída en la ceremonia de apertura del Año Judicial de 1953 [79]
- 1953 Discurso pronunciado por el presidente de la Corte Suprema, Dr. Luis Antonio Eguiguren, en el banquete que ofreció la Corte Suprema al Jefe de Estado, Manuel A. Odría, con motivo del éxito alcanzado en su visita oficial al Brasil, el 15 de setiembre de 1953 [79]
- 1953 "Significación del martirio de Olaya". Conferencia en el Centro de Instrucción Militar.17 junio de 1953[83]
- 1954 Memoria del Señor Presidente de la Corte Suprema de la República Doctor Don Luis Antonio Eguiguren Leída en la Ceremonia de Apertura del Año Judicial de 1954[84]
- 1954 Sánchez Carrión: Ministro General de los negocios del Perú[85][86]
- 1954 Las instituciones civiles en el Perú[87]
- 1955 Unanue, Arequipa y la Historia creadora[88]
- 1956 Huellas de la Compañía de Jesús en el Perú[89]
- 1956 Dr. Fernando Máximo López Aldana, prócer de la independencia del Perú, vocal de la Corte Suprema de Justicia de la República[90]
- 1956 Sentido de la obra jurídica y libertaria de Andrés Bello[91]
- 1957 Guerra separatista: la tentativa de rebelión que concibió el Doctor José Mateo Silva en Lima[92]
- 1957 La obra de Piura[93]
- 1959 Apellidos y fisonomía moral de Pumacahua[94]
- 1958 Carta de las Naciones Unidas y Estatutos de la Corte Internacional de Justicia[95]
- 1959-67 Hojas para la Historia de la Emancipación del Perú Tomos I-III
- 1959 Lima y la Universidad[96]
- 1964 El Derecho del Perú Virreinal: Crisis del derecho y justicia[97]
- 1964 Trozos de vida. Folleto improvisado[98]
- 1966 Lima inexpugnable: Un libro desconocido del polígrafo don Pedro Peralta y Barnuevo[99]
- 1967 El recurso de Habeas Corpus

## Cargos

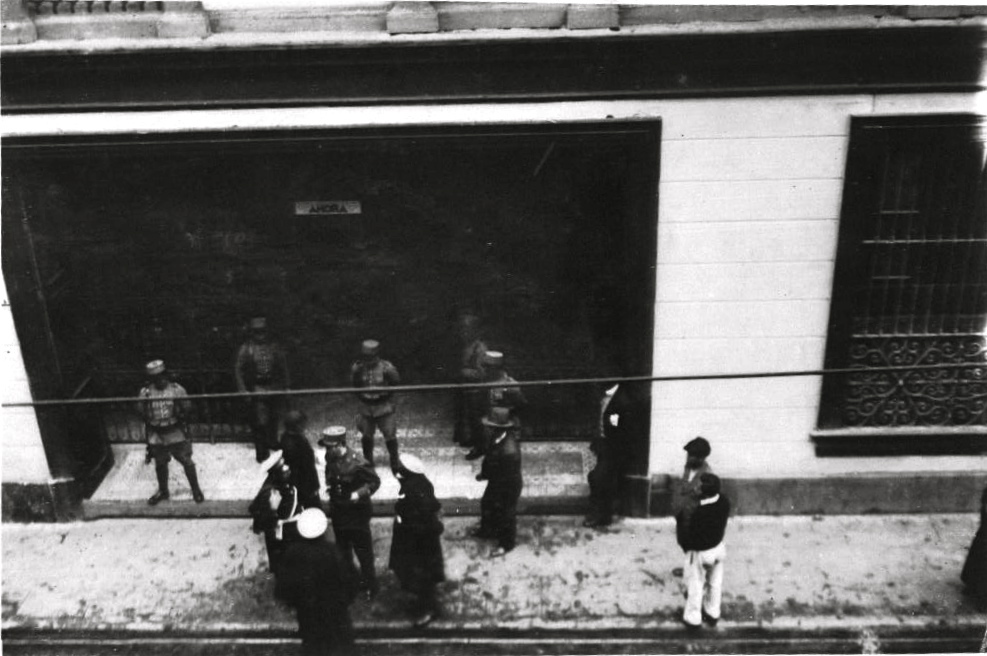
Clausura del periódico y editorial ¨Ahora¨, del que era dueño Luis Antonio Eguiguren, por la fuerza pública el 12 de agosto de 1934.

- Secretario del Ministerio de Hacienda (1910-1911).
- Director del Archivo Nacional del Perú (1914).
- Concejal del Municipio de Lima (1 de enero de 1914 – 1 de enero de 1920).[100] Prestó importantes servicios al vecindario desde su puesto de inspector de aguas, puentes y caminos[14]
- Secretario de la Embajada del Perú Ad-Honorem ante la Santa Sede (1924).
- Alcalde de Lima (1930-1931)
- Presidente del Congreso Constituyente (1931).
- Fundador del Diario y Editorial "Ahora" (1934).
- Presidente electo del Perú (1936).
- Vocal de la Corte Suprema de Justicia del Perú (1946).
- Presidente de la Corte Suprema de Justicia Perú (1953-1954).

## Condecoraciones y distinciones
- Gran Cruz de la Orden del Sol del Perú (a título póstumo, 8 de febrero de 2006)
- Gran Cruz de la Orden del Sol del Perú (1953)
- Orden de San Gregorio Magno (Santa Sede)
- Orden del Libertador
- “Medalla de Honor Sanmarquina”, en el Grado de Gran Cruz[101]
- "Medalla de Lima". Homenaje Póstumo. En reconocimiento a su destacada trayectoria profesional, política y sus notables servicios prestados al país. Otorgada por la Municipalidad de Lima Metropolitana (Lima, marzo 2025) [102]

Fue nombrado doctor honoris causa de las universidades:
- Universidad de Columbia[103] (1953)
- Universidad de Georgetown[104] (1953)
- Pontificia Universidad Católica de Chile[105] (1932)
- Universidad Nacional Mayor de San Marcos[106]
- Miembro de Número de la Academia Nacional de la Historia del Perú.[107][108]

- Catedrático honorario de Historia Eclesiástica de la Facultad de Teología de la Universidad de San Marcos[109][110]

- Miembro de Número de la Academia Nacional de Derecho y Ciencias Políticas del Perú.

- Miembro de Número del Instituto Peruano de Investigaciones Genealógicas.[111]

- Miembro de Número y Vicepresidente, muchos años,[112] hasta 1962, del Centro de Estudios Histórico Militares del Perú (CEHMP), donde instituyó el Premio de investigación y estudio de la historia peruana "Fundación Luís Antonio Eguiguren". Este premio contribuyó a impulsar los estudios de Historia del Perú. Lo recibieron historiadores peruanos como Guillermo Lohmann Villena, (1961)[113] Luis Eduardo Valcárcel Vizcarra,[114] Armando Nieto Vélez (1960),[115] Carlos Daniel Valcárcel Esparza[116] (1963), entre otros.

- Miembro de The American Academy of Political and Social Science of Philadelphia.

- Miembro Honorario del Colegio de Abogados de Arequipa.

| Predecesor: Luis Albizuri Alcalde                | Alcalde Metropolitano de Lima 1930 - 1931                  | Sucesor: José de la Riva-Agüero y Osma Alcalde            |
| Predecesor: Roberto Leguía Presidente del Senado | Presidente del Congreso Constituyente del Perú 1930 - 1932 | Sucesor: Clemente J. Revilla Pdte. Congreso Constituyente |
| Predecesor: Raúl Noriega Pdte. Corte Suprema     | Presidente de la Corte Suprema del Perú 1953 - 1954        | Sucesor: Raúl Pinto Pdte. Corte Suprema                   |